# Сердюков, Василий Сергеевич
Василий Сергеевич Сердюков (26 марта 1909, совр. Новошахтинск — ?, Москва) — советский футболист, нападающий.

## Биография

### Карьера игрока
Сердюков начал карьеру, выступая за «Динамо» Ростов-на-Дону, за которое провёл пять сезонов. Затем провёл два года в столичном ГЦОЛИФКе, откуда перешёл в московскую «Казанку», которая со следующего года стала называться «Локомотивом». В составе «железнодорожников» провёл лучшие годы карьеры, сыграл 65 матчей (девять из них в кубке) и забил шесть голов. В 1937 году сыграл за «Локомотив» против сборной Басконии в рамках турне последней по СССР. Ещё в первом тайме Сердюков был заменён на Виктора Новикова, а его команда проиграла гостям со счётом 5:1. В 1941 году перешёл в «Динамо» Душанбе, после чего его карьера была прервана Великой Отечественной войной.

### Карьера тренера
Возглавлял павловский «Урожай» (до весны 1958 года — «Буревестник») в 1957—1958 годах.